# Покровская церковь (Кагул)
Покровская церковь (Церковь Покрова Пресвятой Богородицы) — храм Кишинёвской и всея Молдавии епархии Русской православной старообрядческой церкви в городе Кагуле в Молдавии. Памятник архитектуры.

## История
Село Липованка (ныне район Кагула) было построено старообрядцами-некрасовцами в 1820-х годах. К середине XIX века старообрядческое население города составляло около 300 человек (11 % от всего населения города). В 1858 году был построен четырёхчастный (алтарь, наос, пронаос, притвор) храм Покрова Пресвятой Богородицы, просуществовавший до 1892 года и закрытый в связи с открытием новой церкви.
К строительству нового храма приступили в 1875 году, что было вызвано стремительным ростом старообрядческого населения города. Проект новой церкви разработал архитектор Покровский. Разрешение от властей было получено только в 1880 году. Новый храм был освящён 1 августа 1892 года во имя Покрова Пресвятой Богородицы. Первым священником стал о. Ипатий Супляков, которого сменил о. Порфирий. Затем в храме служили о. Ермил Костюков, о. Пётр Гуринов и другие.
В 1941 году, в ходе немецко-румынского вторжения в Бессарабию, купол храма был повреждён снарядом. После освобождения Кагула в 1944 году в ряды РККА вступило множество старообрядцев, 21 из которых погибло, а 7 пропали без вести. В 1949 году 31 старообрядец был депортирован в Сибирь. В 1962 году, в ходе очередной богоборческой кампании церковь закрыли. Её настоятелем тогда был о. Киприян. Здание церкви использовалось как военный склад.
В 1989 или 1992 году здание вернули верующим, началась его расчистка и восстановление. 14 октября 1999 года состоялось освящение восстановленного храма. С 1999 года в нём служил о. Поликарп, а с 2006 года — о. Григорий Кизицкий. В 2012 году, в честь 120-летия освящения, посольство Российской Федерации подарило храму 170-килограммовый бронзовый колокол.